# Gonyophis margaritatus
Gonyophis margaritatus är en ormart som beskrevs av Peters 1871. Gonyophis margaritatus ingår i släktet Gonyophis och familjen snokar. Inga underarter finns listade i Catalogue of Life.
Denna orm förekommer på södra Malackahalvön och på Borneo. Arten lever i låglandet och i kulliga områden upp till 700 meter över havet. Individerna vistas i skogar och de klättrar vanligen i träd. Ibland besöker de vattendrag där de kan hamna i fiskenät. Honor lägger ägg.
Beståndet hotas av intensivt skogsbruk. Flera exemplar fångas och säljs som terrariedjur. Populationen är fortfarande stor och i utbredningsområdet förekommer skyddszoner. IUCN kategoriserar arten globalt som livskraftig.